# Vallehermoso (La Gomera)
Vallehermoso je naselje in občina na zahodnem delu otoka La Gomera v provinci Santa Cruz de Tenerife na Kanarskih otokih v Španiji. Mesto Vallehermoso, sedež občine, je v severnem delu občine, 3 km od obale in 18 km severozahodno od glavnega mesta otoka San Sebastián de la Gomera.
Leta 2013 je bilo prebivalcev 2945, površina pa je 109,32 kvadratnih kilometrov, zaradi česar je druga največja občina na otoku. Nadmorska višina urbanega središča mesta je 230 metrov. Vallehermoso je znan po miel de palma (palmov med) ter proizvodnji paradižnika, krompirja in banan.

## Zgodovina
Bilo je v 1850-ih, ko sta se ozemeljska enota in prebivalstvo Chipude, katerega zavetnica La Virgen de la Candelaria in trenutno ohranja velik pomen in prisotnost v verski tradiciji otoka, združila v občinsko okrožje Vallehermoso.
Od tega trenutka naprej se je občinsko območje Vallehermosa razširilo od skrajnega severa do skrajnega jugozahoda otoka in vzdolž te jugozahodne strani se je razširilo od osrednje osi Barranco de Valle Gran Rey.
Pozneje, leta 1927, je bil del ozemeljske razširitve Chipude, ki je najbližje soteski Valle Gran Rey, dodeljen občini Arure (Valle Gran Rey) s sklepom, ki je bil sprejet na plenarnem zasedanju otoškega sveta La Gomera proti stališču predstavnika Vallehermosa v tej otoški ustanovi.

## Zanimivosti
Občina ima kamnito goro Los Organos, ki je sestavljena iz bazaltnih kamnin. Vrhovi gora vključujejo El Cercado in La Fortaleza ali Chipude. Naravno okolje gorskega območja je del narodnega parka Garajonay. Neposredno ob obali Vallehermosa je kulturno središče El Castillo del Mar, ki je v stari tovarni banan, ki so jo uporabljali do leta 1950 in je središče koncertov, kinematografov in folklorne glasbe. Castillo je leta 1981 obnovil fotograf Thomas K. Müller.
Botanični vrt, Jardín Botánico del Descubrimiento de Vallehermoso, je bil zgrajen leta 2000 pod vodstvom botaničnih vrtov v Las Palmasu po ceni 310 milijonov pezet. Vrt pokriva površino 16.219 kvadratnih metrov in vsebuje rastlinske vrste s petih celin, predvsem vrste, ki so jih našli raziskovalci Novega sveta. Vključene so rastline iz celotnega arhipelaga Kanarskih otokov, s posebnim poudarkom na endemičnih rastlinah La Gomera.

### Zavarovana območja
Občina hrani v svojih mejah 8 od 17 zaščitenih območij otoka La Gomera, 4 so v celoti v mestu in še 4 so delno:
- Narodni park Garajonay
- Podeželski park Valle Gran Rey
- Naravni spomenik Los Órganos je morska pečina, v kateri je erozivno delovanje morja razkrilo notranjost trahitnega klina, kjer je mogoče opaziti tokove v stebrasti disjunkciji, po čemer je dobil ime.
- Naravni spomenik Roque Cano
- Naravni spomenik Roque Blanco
- Naravni spomenik La Fortaleza (»Trdnjava«) je ime za nekatere gore s skalnatimi stenami in bolj ali manj ravnim vrhom, ki spominja na bastijon.
- Naravni spomenik Lomo del Carretón
- Zaščitena krajina Orone

## Gospodarstvo
Prebivalstvo živi pretežno od kmetijstva. Nekateri jezovi zagotavljajo oskrbo z vodo za pridelavo krompirja, paradižnika, banan in vinogradništva. To je središče proizvodnje palmovega medu (Miel de Palma). Omeniti velja tudi proizvodnjo kozjega sira in žganja. Nekaj obrtnikov, ki se ukvarjajo s pletenjem košar, pletarstvom in lončarstvom, gospodarsko podpira dolino, ki je v veliki meri neokrnjena s turizmom.

## Vasi v občini Vallehermoso
- Chipude
- El Cercado
- Arguamul
- Alojera
- Tamargada
- Tazo
- La Dama
- Macayo
- El ingenio
- Epina

- Ayuntamiento (Mestna hiša) Vallehermosa
- Playa de Alojera
- Terasasta polja v bližini Alojere
- Nuestra Señora de la Candelaria
- Los Organos La Gomera